# Esther (Haendel)
Pour les articles homonymes, voir Esther.
Esther (HWV 50) est un oratorio de Georg Friedrich Haendel, généralement considéré comme le premier oratorio anglais.
Haendel a mis en musique un livret écrit par John Arbuthnot et Alexander Pope, d'après la tragédie de Jean Racine inspirée par l'Ancien Testament (Livre d'Esther). C'est une œuvre d'assez courte durée par rapport aux oratorios composés ultérieurement. Elle fut composée vers 1718 puis fut profondément remaniée pour prendre les proportions d'un véritable oratorio en 1732.

## Première version (1718)
De façon étonnante pour un oratorio, l'œuvre fut initialement mise en scène, au moins partiellement, probablement intitulée Haman and Mordecai. Ce fut tout d'abord un masque anglais (HWV 50a) remontant au début de la carrière de Haendel, et avant la majorité de ses opéras. Il fut composé et exécuté probablement à Cannons, où le Comte de Carnarvon l'hébergea en tant que compositeur résident pour ses chanteurs et son orchestre privé. On a peu d'informations sur cette première version. Elle eut quelques exécutions privées et ne connut aucune révision pendant plus de dix ans.

## Seconde version (1732)
La seconde version d'Esther est probablement la conséquence d'une certaine désaffection du public londonien par rapport à l'opéra italien dont Haendel avait été le champion depuis Rinaldo dès 1711 et surtout dans les années 1720 à 1728 où furent produits nombre de ses plus grands chefs-d'œuvre (notamment Radamisto, Giulio Cesare, Tamerlano, Rodelinda, Admeto …). Cette désaffection se manifestait par le succès incroyable de l'opéra satirique de John Gay et Johann Christoph Pepusch, The Beggar's Opera ainsi que par la déroute financière, en 1729, de la Royal Academy of Music dont il était le principal compositeur. Le besoin de se renouveler se faisait donc sentir.
Esther fut reprise le 23 février 1732 dans sa version initiale pour trois représentations privées : le succès rencontré suscita une représentation pirate qui poussa Haendel à réviser en profondeur la partition pour en faire un véritable oratorio (HWV 50b) dont la première exécution eut lieu au King's Theatre à Haymarket le 2 mai 1732 et qui devint le prototype de l'oratorio anglais tel que Haendel allait en composer pendant le reste de sa carrière.
Une anecdote indique que les chanteurs italiens écorchèrent tellement la prononciation du texte anglais qu'on aurait cru qu'il s'agissait de gallois.

## Sources
- Winton Dean et Anthony Hicks (trad. de l'anglais par Paul Couturiau), Haendel, Monaco, Éditions du Rocher, coll. « Domaine musical », 1985, 250 p. (ISBN 2-268-00374-4)